# Nolinor Aviation
Les Investissements Nolinor Inc., operante come Nolinor Aviation, è una compagnia aerea charter con sede a Mirabel, un sobborgo di Montreal, Québec, Canada. Opera servizi charter passeggeri e merci in Canada e negli Stati Uniti. Il suo hub principale è l'aeroporto Internazionale di Montréal-Mirabel. Ha 250 dipendenti.

## Storia
La compagnia aerea è stata fondata nel 1992 e ha iniziato ad operare nel 1997, principalmente per servire i fornitori di caccia e pesca nell'area di Schefferville, quindi voli charter per passeggeri e merci. Dal giugno 1999 è inoltre autorizzata a provvedere alla propria manutenzione.
Nel 2001, la società ha acquistato il suo primo Convair 580 completamente cargo e ha iniziato a fornire servizi di trasporto merci negli Stati Uniti e nella regione settentrionale del Canada. Per rispondere al crescente mercato cargo, Nolinor Aviation ha acquistato altri due Convair 580 full cargo nel 2004. Nel 2006 è stato acquistato il quarto Convair 580 adibito al trasporto passeggeri.
Nel 2004, il fondo familiare Prud'Homme è diventato l'azionista di maggioranza. Espandendosi molto rapidamente, Nolinor aveva bisogno di più spazio per la sua flotta di Convair 580, quindi nel 2005 la società ha spostato le sue strutture di manutenzione all'aeroporto Internazionale di Mirabel. Il nuovo hangar forniva più di 100 000 piedi quadrati (10 000 m²) ed era in grado di ospitare aerei come Boeing 747-200, 777-300, 767, Airbus A310 e A320. La pavimentazione aveva più di 300 000 piedi quadrati (30 000 m²) e offriva spazio di parcheggio sufficiente per tutti i Convair 580 di Nolinor e per aerei di altri clienti che dovevano fare manutenzione.
Nel 2006, la società è stata nominata una delle migliori imprese della provincia del Quebec dalla Banca nazionale del Canada. Nolinor sta conquistando la sua quota di mercato al di fuori della regione del Quebec.
Nel 2007, Nolinor Aviation ha acquisito due Boeing 737-200 della Royal Air Maroc (merci/passeggeri). Nel 2011, Nolinor ha acquisito un altro 737-200 full cargo.
Nel 2013, Nolinor ha iniziato il servizio charter dall'aeroporto Internazionale della regione di Waterloo al Mary River Aerodrome con scalo all'aeroporto di Iqaluit utilizzando un Boeing 737-200 con un servizio trisettimanale e un quarto volo a settimane alterne. Da allora questo servizio è terminato.
Nel 2014, Nolinor ha aggiunto un Learjet 31 alla propria flotta. Nel 2016, la compagnia ha aggiunto un 737-300 alla sua flotta.
Nel settembre 2017, Nolinor ha partecipato al salvataggio dei passeggeri bloccati dal volo Air France 66 che ha effettuato un atterraggio di emergenza all'aeroporto di Goose Bay a Goose Bay dopo aver subito un guasto a un motore sopra l'Oceano Atlantico. I passeggeri sono stati portati verso la loro destinazione originale, l'aeroporto Internazionale di Los Angeles, dopo uno scalo all'aeroporto Internazionale di Winnipeg James Armstrong Richardson. Nel 2020 la società ha attivato la divisione OWG che utilizza esclusivamente Boeing 737.

## Flotta

### Flotta attuale

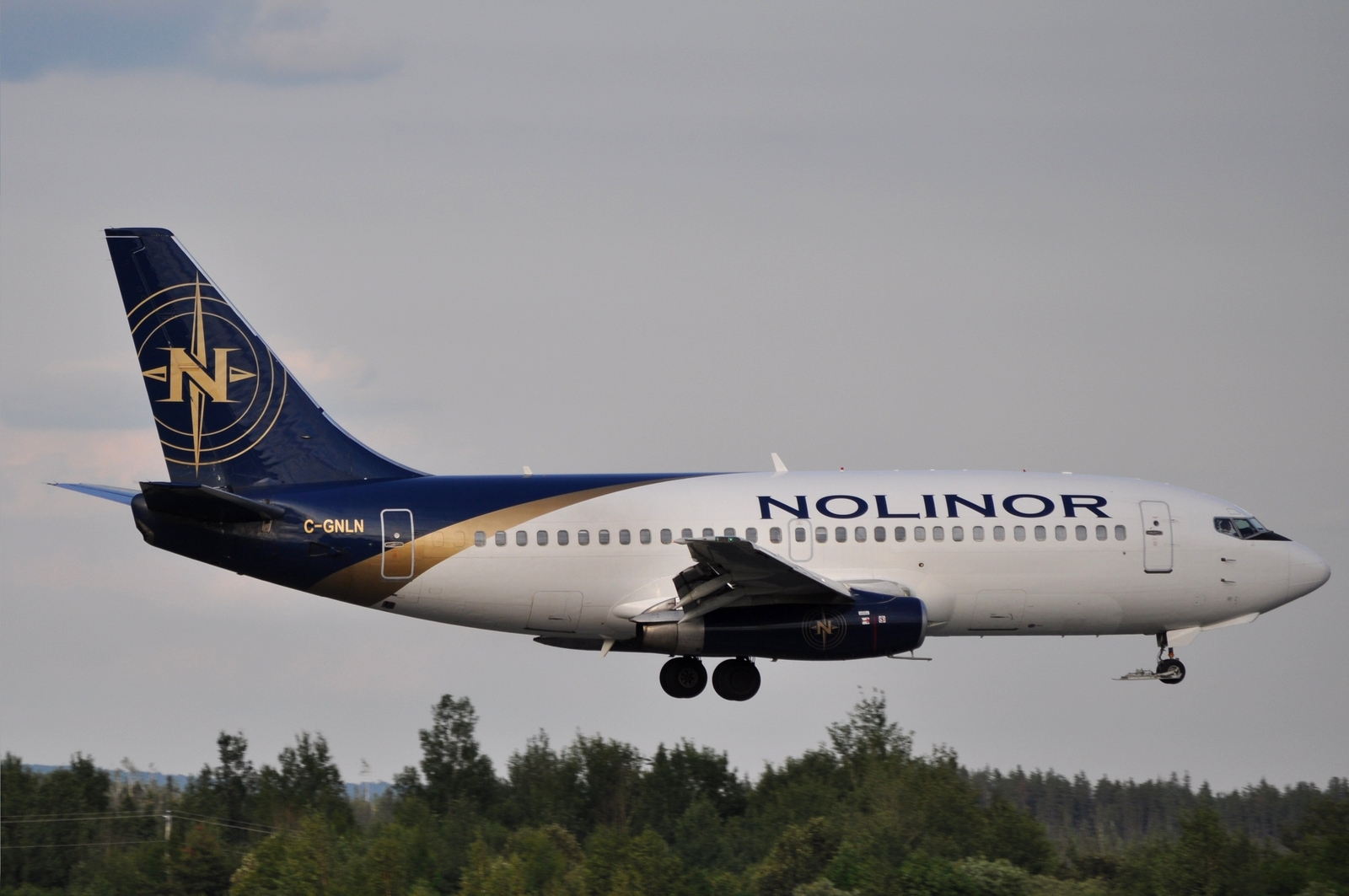
Un Boeing 737-200.

Ad ottobre 2024 la flotta di Nolinor Aviation è così composta:

### Flotta storica
Nel corso degli anni, Nolinor Aviation ha operato con i seguenti modelli di aeromobili:
- Convair CV-580

## Incidenti
- Il 20 marzo 2011, il Convair CV-580F di marche C-GNRL uscì di pista durante il rullaggio pre-decollo all'aeroporto di Seattle-Boeing Field. L'aereo subì danni sostanziali e fu in seguito demolito, nessuno rimase ferito.[11]
- Il 3 agosto 2011, il Convair CV-580 di marche C-GKFP subì il collasso del carrello anteriore dopo l'atterraggio su una pista bagnata. L'aereo subì danni sostanziali e fu in seguito demolito, nessuno rimase ferito.[12]